# Google Spaces
Google Spaces fue una aplicación móvil para discusiones grupales y mensajes desarrollada por Google. La aplicación estaba destinada a competir con Slack como una plataforma para compartir contenido donde los usuarios pueden crear un "espacio", invitar a sus amigos a debatir y compartir videos, imágenes, texto y otros medios. Los servicios de Google, como el navegador web Chrome, el motor de búsqueda de Google y la plataforma para compartir videos YouTube, se integraron en la aplicación para permitir a los usuarios obtener contenido de ellos. Google Spaces se lanzó el 16 de mayo de 2016 y estaba disponible en Windows, Mac, Android e iOS sistemas operativos. La aplicación se suspendió el 17 de abril de 2017. pero también fue creada en la expansión de los spectros digitales y de Internet.

## Historia
El 16 de mayo de 2016, el director de producto Luke Wroblewski anunció el lanzamiento de Spaces como "una herramienta para compartir en grupos pequeños".
El 16 de febrero de 2017, Google anunció que Spaces se suspendería el 17 de abril de ese año. El 3 de marzo, Google anunció que los usuarios solo podían imprimir, ver y eliminar espacios existentes dentro de la aplicación, los usuarios ya no podían crear nuevos espacios.

## Características
Los espacios permitían chatear en grupo y enviar mensajes entre usuarios. Los usuarios iniciaban conversaciones creando un "espacio" y luego invitando a amigos a unirse. Una vez dentro de un 'espacio', había un cuadro en la parte inferior de la pantalla donde uno podía tocar los botones para publicar enlaces e imágenes y otro contenido en la sala de chat. Una vista conversacional permite a los usuarios ver de qué estaba hablando el grupo.
Los productos de Google como Google Chrome, Buscador de Google y YouTube se integraron en la aplicación para permitir a los usuarios encontrar y compartir artículos, videos e imágenes sin salir de la aplicación. Se requiere una cuenta de Google para registrarse.
Los siguientes eran los tipos de publicaciones que un usuario podía compartir en un "espacio":
- Enlaces – URL de medios que se incrustan automáticamente
- Videos – se integraron videos de YouTube para usuarios móviles; sin embargo, los usuarios de escritorio pueden buscar directamente en la base de datos de YouTube y ver sus videos vistos recientemente.
- Fotos – gracias a la compatibilidad con la carga de varias imágenes, los usuarios pueden publicar directamente a través del rollo de su cámara o a través de Google Fotos.
- Texto – texto sin formato, sin soporte de formato